# Lie
《Lie》是no3b的第4張單曲。於2010年4月21日發售。

## 概要
- 與前作的《流星之吻》相隔約5個月後發售的單曲。
- 標題曲的「Lie」是3人所屬AKB48的單曲井上ヨシマサ親自擔任作曲。2010年4月30日播放的「Music Station」是no3b初次出演。
- 單曲內的《3seconds（Remix）》是3人主演東京電視台系電視劇24『Men☆dol 〜帥男偶像〜』的劇中歌「3seconds」的Remix版。

## 收錄曲

### 通常盤
CD
1. Lie
（作詞：秋元康　作曲和編曲：井上ヨシマサ（日语：井上ヨシマサ））
  - TBS電視台《有吉AKB共和国》片尾曲
2. 3seconds（Remix）
（作詞：秋元康　作曲：安部純　編曲：百石元）
3. Lie -Instrumental-
4. 3seconds（Remix） -Instrumental-

特典（通常盤）
- 「Lie」發售記念参加&握手券

### 初回限定盤A
CD
1. Lie
2. 3seconds（Remix）
3. Lie -Instrumental-
4. 3seconds（Remix） -Instrumental-

DVD
1. Lie Music Video
2. Making of Lie（Dance Scene Ver.）
3. Lie カラオケ練習用映像

### 初回限定盤B
CD
1. Lie
2. 3seconds（Remix）
3. Lie -Instrumental-
4. 3seconds（Remix） -Instrumental-

DVD
1. Lie Music Video
2. Lie ジャケット撮影風景
3. Lie カラオケ練習用映像

### 初回限定盤C
CD
1. Lie
2. 3seconds（Remix）
3. Lie -Instrumental-
4. 3seconds（Remix） -Instrumental-

DVD
1. Lie Music Video
2. Making of Lie（Image Scene Ver.）
3. Lie カラオケ練習用映像

## 外部連結
- no3b官方網站 （页面存档备份，存于）